# Lie to Me (Daniel Powter)
Lie to Me è un singolo del cantante canadese Daniel Powter, pubblicato il 17 aprile 2006 come quarto estratto dal secondo album in studio Daniel Powter.

## Tracce
CD Maxi
1. Lie To Me (3:25)
2. Styrofoam (Live) – 3:49
3. Free Loop (Live) – 4:03

- Extras: Lie To Me (Video)

## Classifiche
| Classifica (2006) | Posizione massima |
| ----------------- | ----------------- |
| Regno Unito       | 92                |